# Marcel Aymé

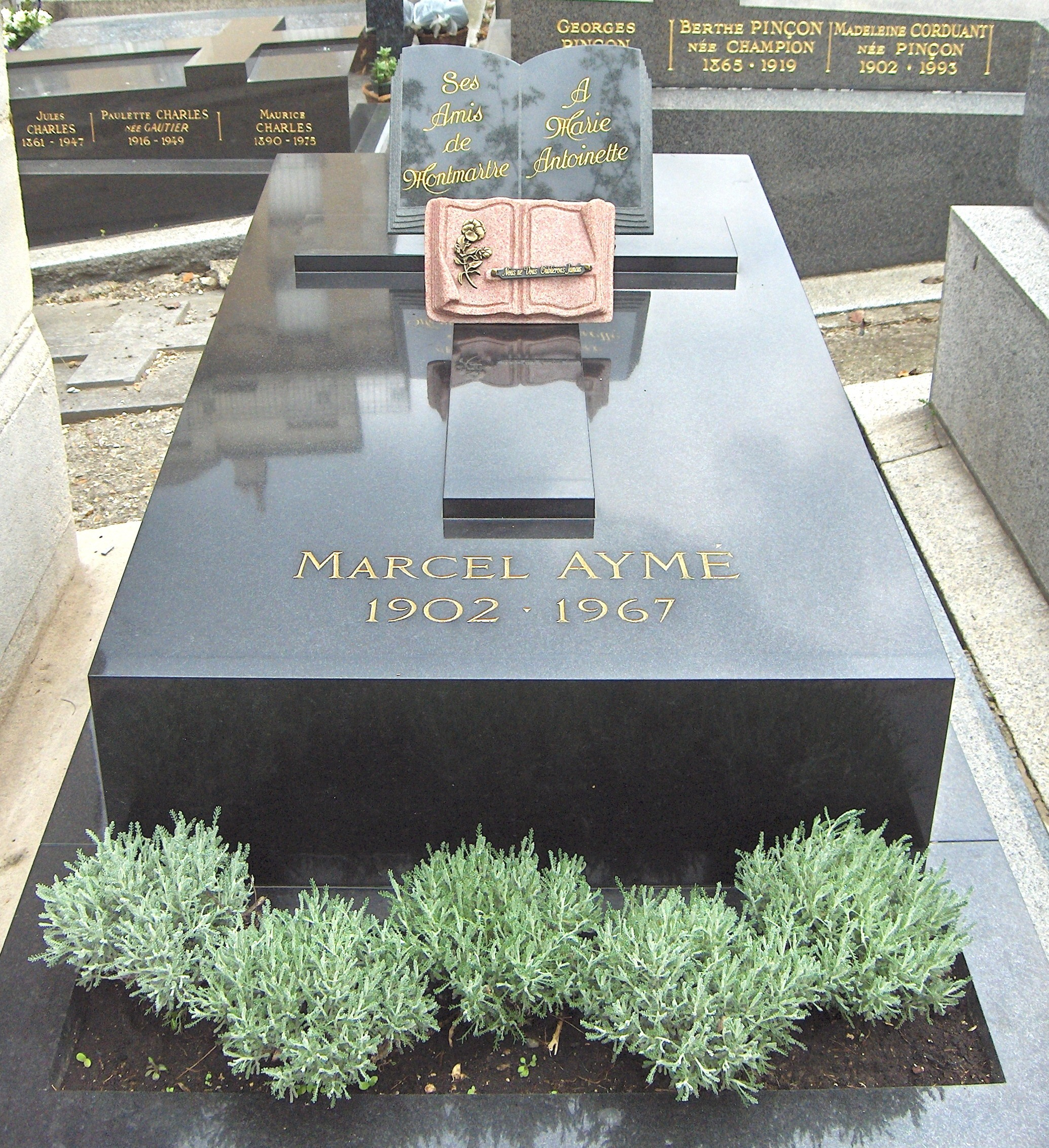
Marcel Aymés grav.

Marcel Aymé, född 29 mars 1902 i Joigny, död 14 oktober 1967 i Paris, var en fransk författare. Han skrev pjäser, romaner och noveller. 
Aymé publicerade sin första roman, Brûlebois 1927 och slog igenom på allvar som författare 1933 med La Jument verte (Det gröna stoet).
Hans författarskap kännetecknas av såväl klassiska som fantastiska drag. Han analyserar människan och samhället med en stor portion humor, och ofta i satirens form.

## Svenska översättningar
- Det gröna stoet (översättning Lorenz von Numers, Wahlström & Widstrand, 1948) (La jument verte, 1933)
- Konstiga kroppar: noveller (översättning Lorenz von Numers, Wahlström & Widstrand, 1949)
- Syndapengar (översättning Lorenz von Numers, Wahlström & Widstrand, 1949) (Le chemin des écoliers, 1946)
- Ur askan i elden (översättning Stig Ahlgren, Wahlström & Widstrand, 1950) (Uranus, 1948)
- Den klipske barberaren (översättning Stig Ahlgren, Wahlström & Widstrand, 1952) (Travelingue, 1941)
- En skön själs bekännelse (översättning Stig Ahlgren, Wahlström & Widstrand, 1953) (La belle image, 1941)
- Ett huvud kortare: pjäs i 4 akter (La tête des autres) (otryckt översättning av Stig Ahlgren för Helsingborgs stadsteater 1953)
- Påfågeln och andra sagor (översättning Lily Vallquist, Wahlström & Widstrand, 1954) (Les contes du chat perché, 1934-1946)
- Pussel i Paris (översättning Karin Treffenberg, Wahlström & Widstrand, 1962) (Les tiroirs de l'inconnu, 1960)
- Mannen som kunde gå genom väggar (översättning Sture Hjerpe, Lind & Co, 2001) (Le passe-muraille, 1943)